# Polygonia comma
Polygonia comma är en fjärilsart som beskrevs av Harris 1852. Polygonia comma ingår i släktet Polygonia och familjen praktfjärilar. Inga underarter finns listade i Catalogue of Life.

## Bildgalleri

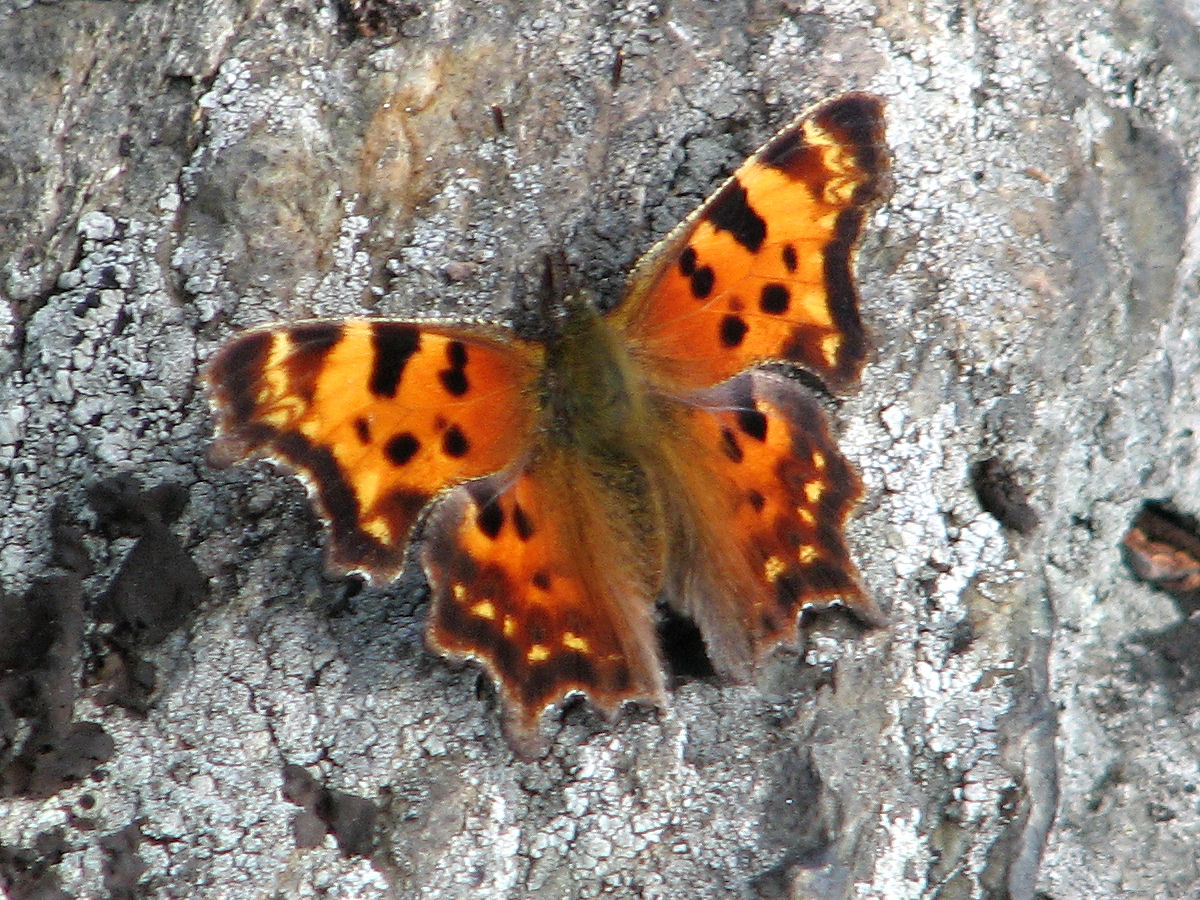